# Jeļena Ostapenko
Jeļena Ostapenko, född 8 juni 1997, även känd som Aļona Ostapenko, är en lettisk tennisspelare. Ostapenko har som högst varit rankad som nr 5 på WTA-singelrankingen, vilket hon nådde den 19 mars 2018. På dubbelrankingen har Ostapenko som högst varit rankad nr 17, vilket hon nådde den 2 mars 2020.
Ostapenko vann singeln vid Franska öppna 2017 och blev den första spelaren från Lettland att vinna en Grand Slam-turnering samt den första oseedade spelaren att vinna Franska öppna sedan 1933. Utöver sin singelkarriär har Ostapenko även spelat för Lettlands Fed Cup-lag. Hon har vunnit sju singel- och åtta dubbeltitlar på ITF Women's Circuit. Ostapenko vann även flicksingeln vid Wimbledonmästerskapen 2014.

## Biografi
Ostapenko föddes i Riga och är dotter till tidigare fotbollsspelaren Jevgēnijs Ostapenko (död 2020) och Jeļena Jakovļeva. Jevgēnijs spelade professionell fotboll för FK Metalurh Zaporizjzja i ukrainska Zaporizjzja, där Jeļenas mormor bor. Jeļena har en havbror, Maksim, som bor i USA. Ostapenkos mor visade henne tennis för första gången som femåring och hon hade Serena Williams som idol när hon växte upp. Ostapenkos började vid samma ålder med dans och tävlade vid lettiska mästerskapet i tiodans. Hon valde senare att fokusera på tennisen. Ostapenko kan prata lettiska, ryska och engelska.
Ostapenkos borgerliga namn är Jeļena, men för vänner och familj är hon känd som Aļona. När Ostapenko föddes ville hennes föräldrar döpa henne till Aļona, men namnet fanns inte med i den lettiska namnsdagskalendern så de valde att döpa henne till Jeļena, efter sin mor. Lettiska myndigheterna har därefter gått ut och förtydligat att det inte har funnits några begränsningar som förbjudit registrering av det önskade namnet och att det troligen hade varit någon form av missförstånd. Fans i Lettland och på andra håll i Östeuropa hade alltid kallat henne för Aļona, men namnet var okänt i västvärlden fram till hennes seger vid Franska öppna 2017. Ostapenko använder sitt borgerliga namn professionellt för att undvika administrativa problem.

## Karriär
Ostapenko tävlade för Lettland vid olympiska sommarspelen 2016 i Rio de Janeiro, där hon blev utslagen i den första omgången i singel av Samantha Stosur. Vid Franska öppna 2017 vann Ostapenko damsingeln efter en finalvinst över Simona Halep.

## Tävlingar

### Singel

#### Turneringssegrar
| Nr  | Datum             | Turnering        | Kategori          | Underlag             | Finalmotståndare       | Resultat           |
| --- | ----------------- | ---------------- | ----------------- | -------------------- | ---------------------- | ------------------ |
| 1.  | 4 november 2012   | Stockholm        | ITF $10 000       | Hard court (inomhus) | Ellen Allgurin         | 6–1, 6–3           |
| 2.  | 23 februari 2013  | Helsingborg      | ITF $10 000       | Matta (inomhus)      | Ellen Allgurin         | 6–2, 7–6(7–3)      |
| 3.  | 17 november 2013  | Helsingfors      | ITF $10 000       | Hard court (inomhus) | Susanne Celik          | 7–5, 4–6, 7–5      |
| 4.  | 13 april 2014     | Pula             | ITF $10 000       | Grus                 | Jade Suvrijn           | 7–6(7–4), 6–1      |
| 5.  | 27 april 2014     | Pula             | ITF $10 000       | Grus                 | Yvonne Cavallé Reimers | 6–2, 7–5           |
| 6.  | 4 maj 2014        | Pula             | ITF $10 000       | Grus                 | Alice Balducci         | 4–6, 7–6(7–1), 6–3 |
| 7.  | 1 mars 2015       | Sankt Petersburg | ITF $50 000       | Hard court (inomhus) | Patricia Maria Țig     | 3–6, 7–5, 6–2      |
| 8.  | 10 juni 2017      | Franska öppna    | Grand Slam        | Grus                 | Simona Halep           | 4–6, 6–4, 6–3      |
| 9.  | 24 september 2017 | Seoul            | WTA International | Hard court           | Beatriz Haddad Maia    | 6–7(5–7), 6–1, 6–4 |
| 10. | 20 oktober 2019   | Luxemburg        | WTA International | Hard court (inomhus) | Julia Görges           | 6–4, 6–1           |
| 11. | 26 juni 2021      | Eastbourne       | WTA 500           | Gräs                 | Anett Kontaveit        | 6–3, 6–3           |

#### Finalförluster
| Nr | Datum             | Turnering  | Kategori              | Underlag             | Finalmotståndare     | Resultat      |
| -- | ----------------- | ---------- | --------------------- | -------------------- | -------------------- | ------------- |
| 1. | 20 september 2015 | Québec     | WTA International     | Hard court           | Annika Beck          | 2–6, 2–6      |
| 2. | 27 februari 2016  | Doha       | WTA Premier 5         | Hard court           | Carla Suárez Navarro | 6–1, 4–6, 4–6 |
| 3. | 9 april 2017      | Charleston | WTA Premier           | Hard court           | Daria Kasatkina      | 3–6, 1–6      |
| 4. | 31 mars 2018      | Miami      | WTA Premier Mandatory | Hard court           | Sloane Stephens      | 6–7(5–7), 1–6 |
| 5. | 13 oktober 2019   | Linz       | WTA International     | Hard court (inomhus) | Cori Gauff           | 3–6, 6–1, 2–6 |